# Peter Layer
Peter Layer (* 28. Oktober 1951 in Brombach (Eberbach)) ist ein deutscher Internist.
Layer studierte von 1971 bis 1976 an der Universität Tübingen und der Universität Edinburgh Humanmedizin. 1981 wurde er als Stipendiat der Studienstiftung des Deutschen Volkes zum Dr. med. (summa cum laude) promoviert und seine Dissertation mit dem Ismar-Boas-Preis der Deutschen Gesellschaft für Gastroenterologie, Verdauungs- und Stoffwechselkrankheiten (DGVS) ausgezeichnet. Von 1983 bis 1985 war er als Stipendiat der Deutschen Forschungsgemeinschaft an der Mayo Clinic in Rochester, Minnesota. 1988 habilitierte sich Layer am Universitätsklinikum Essen und wurde dort 1992 zum Professor ernannt. Von 1996 bis 2022 war er Ärztlicher Direktor des Israelitischen Krankenhauses in Hamburg und Leiter der dortigen Medizinischen Klinik. 2002 war er Mitbegründer des Zentrums für Krebsforschung am Israelitischen Krankenhaus (Indivumed Therapeutics).
Layer forscht zu Regulation und Erkrankungen des Pankreas (vor allem akute und chronische Pankreatitis) und des Magen-Darm-Traktes (unter anderem zu Motilitätsstörungen und dem Reizdarmsyndrom).
Layer war von 2000 bis 2013 Mitglied des Vorstands und 2012 Kongresspräsident der DGVS und ist deren Ehrenmitglied.

## Werke (Auswahl)
- Peter Layer et al.: S3-Leitlinie Reizdarmsyndrom: Definition, Pathophysiologie, Diagnostik und Therapie. Gemeinsame Leitlinie der Deutschen Gesellschaft für Verdauungs- und Stoffwechselkrankheiten (DGVS) und der Deutschen Gesellschaft für Neurogastroenterologie und Motilität (DGNM). AWMF-Registriernummer: 021/016. Z Gastroenterol. 2021;59:1323-415. PMID 34891206. ISSN 0044-2771
- mit Jutta Keller: Human pancreatic exocrine response to nutrients in health and disease. Gut 2005;54:vi1-28. PMID 15951527. doi:10.1136/gut.2005.065946
- mit  Viola Andresen: Heat-inactivated Bifidobacterium bifidum MIMBb75 (SYN-HI-001) in the treatment of irritable bowel syndrome: a multicentre, randomised, double-blind, placebo-controlled clinical trial. Lancet Gastroenterology Hepatology 2020;;5:658-66. PMID 32277872. doi:10.1016/S2468-1253(20)30056-X
- mit Ulrich Rosien (Hrsg.): Facharztwissen Gastroenterologie. München: Elsevier, ISBN 978-3-437-21252-9